# Jahorina (wieś)
Jahorina (cyr. Јахорина) – wieś w Bośni i Hercegowinie, w Republice Serbskiej, w mieście Sarajewo Wschodnie, w gminie Pale. W 2013 roku liczyła 27 mieszkańców.